# Delitto nella strada
Delitto nella strada (Crime in the Streets) è un film del 1956 diretto da Don Siegel.